# Massima (musica)
| Grafia | | |           |
| Grafia | XIII-XIV | XV-XVI | XVII-oggi |
| ------ | --- | --- | --------- |
| Nota   | elongated black rectangle with a descending stroke on the right                                                 | elongated hollow rectangle with a descending stroke on the right                                                |           |
| Pausa  | two parallel vertical strokes across three staff spaces · two parallel vertical strokes across two staff spaces | two parallel vertical strokes across three staff spaces · two parallel vertical strokes across two staff spaces |           |

Nella notazione musicale, la massima, in latino maxima, duplex longa, longa dupla o larga, è un valore musicale, Eseguita con la durata ottupla dell'intero. Equivale quindi a 2 lunghe, 4 brevi, 8 interi (o semibrevi), 16 minime e 32 semiminime. È rappresentata da una testa rettangolare vuota con un gambo.
La massima è caduta in disuso da tempo: nel Medioevo essa rappresentava la più lunga durata della nuova notazione mensurale introdotta dall'Ars nova trecentesca. Con quest'ultima si era fatta corrispondere la massima alla già esistente duplex longa (lunga doppia), di cui prese la forma grafica. La duplex longa era una delle quattro note del primo sistema mensurale medioevale in uso nel XII e nel XIII secolo, insieme a simplex longa, brevis e semibrevis; corrispondeva al doppio di una longa. Nelle fonti più antiche la testa della duplex longa è lunga il doppio di quella della longa, ma prima della metà del Duecento manca spesso una chiara differenziazione grafica fra le due. La prima allora si distingueva per una maggiore distanza in partitura fra le note del tenor, dovuta al grande numero di note alle voci superiori. Una maxima perfecta (massima perfetta) era suddivisa in tre tempi, mentre una maxima imperfecta (massima imperfetta) in due: i tempi di suddivisione di una massima erano, appunto, le lunghe. In questo modo una massima valeva 2 o 3 lunghe, 4, 6 o 9 brevi e 8, 12, 18 o 27 semibrevi, intese come intero. Comune già nel XIII e nel XIV secolo, ebbe diffusione soprattutto a partire dal XV secolo e le ultime testimonianze della sua esistenza giungono dagli inizi del XVI secolo. Occasionalmente fu usata fino al termine del Cinquecento e nel corso del Seicento: in quel periodo era ormai sorta la musica rinascimentale del contrappunto fiammingo che prevedeva l'uso di valori musicali sempre più brevi. Se nei secoli antecedenti, infatti, il valore di riferimento per la battuta era la lunga, gradualmente si spostò alla breve e alla semibreve, come da tradizione classica, per poi identificare le stanghette di misura. Infatti, il modus maximarum o maximodus (modo delle massime), che non ebbe importanza pratica al di fuori del Duecento, fissava la massima come unità ipermetrica, ovvero gruppo di battute, di riferimento. In tale sistema mensurale, il modus perfectus (modo perfetto) dava tre lunghe (dette tempus e corrispondenti alla battuta) e il modus imperfectus (modo imperfetto) due; così come la prolatio perfecta (prolazione perfetta) dava tre brevi per lunga e la prolatio imperfecta (prolazione imperfetta) due. Tale complessa divisione non è correttamente applicabile nel caso della massima, che era pur sempre generata per formazione, ovvero raggruppando due o tre lunghe. Prima degli anni 1430 la testa della massima era piena, ma con la notazione mensurale bianca della metà del XV secolo essa si svuotò.
Il nome della massima è internazionalmente maxima, sebbene alcune lingue europee usino anche la traduzione di uno dei due termini latini che la identificavano nel Medioevo, maxima o larga: il portoghese e lo spagnolo hanno máxima, il catalano màxima, l'inglese large.
La pausa di massima, raramente impiegata, è la corrispondente pausa. È rappresentata da un quadrato pieno, ed è posta tra la seconda e la quarta linea del pentagramma. Un'alternativa grafica è di indicarla con un rettangolo pieno che poggia sul lato breve, e di porla a coprire i quattro spazi del pentagramma.

Nota: notazione comune
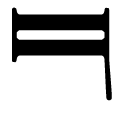
Nota: notazione del XVI-XVII secolo
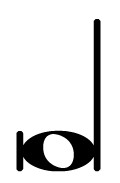
Nota: notazione moderna
Pausa: notazione comune
Pausa: notazione alternativa che accosta due pause di lunga